# Ilybiosoma cordatum
Ilybiosoma cordatum är en skalbaggsart som först beskrevs av Leconte 1853.  Ilybiosoma cordatum ingår i släktet Ilybiosoma och familjen dykare. Inga underarter finns listade i Catalogue of Life.